# 王景雲 (明朝)
王景雲（17世紀—17世紀），字漢翹，南直隸泗州天長縣人，明朝、南明政治人物。

## 生平
王景雲是天啟七年（1627年）應天鄉試舉人，崇禎十年（1637年）成進士，部選期間已經抗疏談及民間疾苦，授西安知縣有治聲；十三年考察，降補廣東按察司知事，十四年升任常德推官，當時楚王驕縱虐民，有家奴蒼頭、盧兒挾著貴族勢力放肆，他持平地讓二任伏於法，辰州、沅州經過湖廣者總攜帶雲南、貴州的珍貨，舊例總收取關稅，他卻免去餘額，人們都認為他不畏權貴、為官清廉。弘光元年（1645年）補光禄寺録事，升大理寺右評事。

## 家族
曾祖王寿平，乡饮大宾；祖王禹弼；父王遵名。弟弟王景元，有文藝聲譽。

## 引用
1. 1 2  民國《備修天長縣志·卷八上·人物傳一》：王景雲，字漢翹，中萬歷【天啟】丁卯鄉試，（崇禎）丁丑進士。初授西安縣，部選甫膺即抗疏言民疾苦，比至任治聲翕然；遷常德府推官，是時武陵及楚王皆貴驕虐民，有蒼頭、盧兒挾勢炙不可聞，景雲獨持平抵二家奴於法，辰、沅間道楚者率滇黔珍貨，舊有關以稅其貨，獨却其贏餘，時以為破柱懸魚兼有之云。弟景元，亦有聲於藝林。
2. ↑  民國《備修天長縣志·卷七上·選舉表一》：（天啟）七年丁卯（舉人）……王景雲……（崇禎）十年丁丑（進士） 王景雲 常德府推官
3. ↑  《崇祯十年丁丑科进士三代履历》：王景云，曾祖寿平，乡饮大宾；祖禹弼；父遵名。汉翘，诗二房，戊申五月十一日生，天长县人，丁卯三十九名，会一百二十一名，三甲一百三十名，工部观政，本年十二月授浙江西安知县，庚辰考察，降补广东按察司知事，辛巳升常德府推官，壬午本省同考，甲申降，乙酉補光禄寺録事，本年升大理寺右評事。
4. ↑  錢海岳《南明史·卷六十三·列傳第三十九》：（永曆）時湖南疆吏之可紀者：……（嘗德）推官王景雲，天長人。崇禎十年進士。